# Musée National des Comores

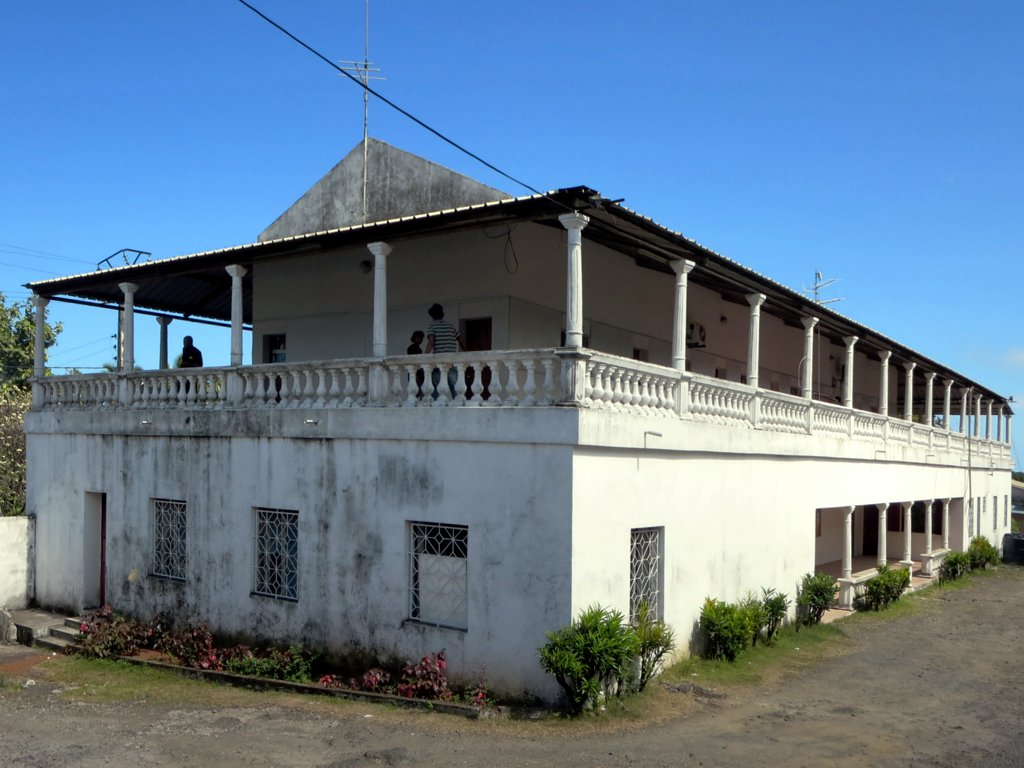
Museumsgebäude in Moroni (2013)

Das Musée National des Comores, abgekürzt MNC (kurz französisch Musée de Comores; englisch National Museum of Comoros) ist das Nationalmuseum der Komoren in der Hauptstadt Moroni auf der Insel Grande Comore (Njazidja). Es ist zugleich eine Abteilung des 1979 gegründeten Centre National de Documentation et de Recherche Scientifique (CNDRS), das die Trägerinstitution für das Museum ist.
Das Museum wurde 1988 gegründet und zeigt auf etwa 300 m2 in nur vier Räumen eine Sammlung von historischen, kunsthandwerklichen, geologischen und naturgeschichtlichen Exponaten.
Im ersten Saal sind Exponate aus den Themenkreisen Regionalgeschichte, Archäologie, Kunst und Religion untergebracht. Das sind hauptsächlich Fotos, Keramikfunde und Schriftzeugnisse aus der mehrhundertjährigen Geschichte. Die ältesten Exponate stammen aus dem 9. Jahrhundert. Abbildungen zeigen ehemalige Herrscher, ihre Sitze sowie die Städte und Dörfer. Andere Abbildungen geben einen Einblick in die Landesstruktur, die regionale Architektur, Kunst und Gebrauchsgegenstände, zudem gibt es einige religiöse Plastiken.
Im zweiten Saal finden sich Sammlungsteile zum Themenkreis Geowissenschaften und speziell der Vulkanologie. Dieser Bereich enthält eine Kollektion von Vulkanitgesteinen sowie Luftbilder des Karthala-Vulkans und des Massif de la Grille.
Im dritten Saal werden Exponate aus den Themenkreisen Ozeanografie und Naturkunde gezeigt. Hier sind Sammlungsgegenstände terrestrischer und mariner Flora und Fauna ausgestellt. Eine Vitrine zeigt endemische Vögel und vermittelt einen animierten Eindruck von ihren Lautartikulationen. Ein besonderes Museumsexponat bildet hier ein präpariertes Exemplar eines Quastenflossers (Latimeria).
Der vierte Saal zeigt Sammlungsobjekte aus der hiesigen Sozial- und Kulturgeschichte. In diesem Bereich werden Gegenstände des Alltags, der Kultur und der Umwelt ausgestellt. Der Besucher kann sich über Handwerks- und Produktionstechniken informieren, ferner über das Kulturerbe aus den Bereichen Folklore und traditioneller Trachten. Hauptausstellungsstücke sind Kleidungsstücke verschiedener Könige.
Neben den ständigen Ausstellungsbereichen bietet das Museum eine Buchhandlung und eine Galerie für Wechselausstellungen für verschiedene, auch aktuelle Themen. Das Museum unterhält Kooperationskontakte mit internationalen Organisationen wie AFRICOM, ICOM, SAMP und AMOI. Zudem gibt es Partnerschaften mit anderen Museen.
Auf den Inseln Anjouan und Mohéli gibt es zwei kleine Ableger.